# Apechthis annulicornis
Apechthis annulicornis är en stekelart som först beskrevs av Cresson 1870.  Apechthis annulicornis ingår i släktet Apechthis och familjen brokparasitsteklar. Utöver nominatformen finns också underarten A. a. componotus.